# Abduqodir Xusanov
Abduqodir Xikmatjon o‘g‘li Xusanov (ur. 29 lutego 2004 w Taszkencie) – uzbecki piłkarz, grający na pozycji środkowego obrońcy w angielskim klubie Manchester City F.C. oraz w reprezentacji Uzbekistanu. Uczestnik Pucharu Azji 2023 i Letnich Igrzysk Olimpijskich 2024. Srebrny medalista Pucharu Narodów CAFA 2023. Jest pierwszym uzbeckim piłkarzem w historii, który zagrał w Premier League.
Jego ojcem jest Xikmatjon Xoshimov.

## Osiągnięcia

### Reprezentacja
Opracowano na podstawie materiału źródłowego.
- Puchar Azji U-20: 2023
- Puchar Azji U-23 (2. miejsce): 2024
- Puchar Narodów CAFA (2. miejsce): 2023